# Zsigmond téri szennyvízátemelő telep
A Zsigmond téri szennyvízátemelő telep egy régi budapesti vízügyi létesítmény, amely a Budapest II. kerületi Zsigmond téren található, kezelője a Fővárosi Csatornázási Művek Zrt.

## Története
Buda, Óbuda és Pest (1873-tól Budapest) csatornázása hosszú időn át nem volt megoldott. Csak 1869-től születtek tervek Pesten Joseph Bazalgette, Budán Reitter Ferenc mérnökök tollából. Ezt követően elndultak a munkálatok. A Zsigmond tér vidékén jóval később, 1912 és 1917 között épült fel a csatorna-szivattyú telep, amely Budaújlak és Óbuda szennyvizeinek, illetve csatornavizeinek tisztítását végzi, azok Dunába való visszaengedése előtt. Mivel a környező hegyekből, dombokból a csapadék percek alatt a telepre jut, fontos volt a nagy teljesítményű gépek kialakítása. A gépházban 6 darab szivattyúegységet helyeztek el, ezek 7,6 m3 víz átemelésére képesek másodpercenként. 
A telep napjainkban is működik, és bár korábban felmerült a környező épületek erre felé való terjeszkedésének gondolata, ez végül nem valósult meg. Az épületben 1987-ben Csatornázás-történeti Gyűjteményt nyitottak meg az érdeklődők előtt. A gépmatuzsálemek mellett a lépcsőkorlát, a burkolat is korabeli gyártmányt – akárcsak a Magyar Siemens–Schuckert Művekben készült szecessziós kapcsolótáblája.

## Képtár

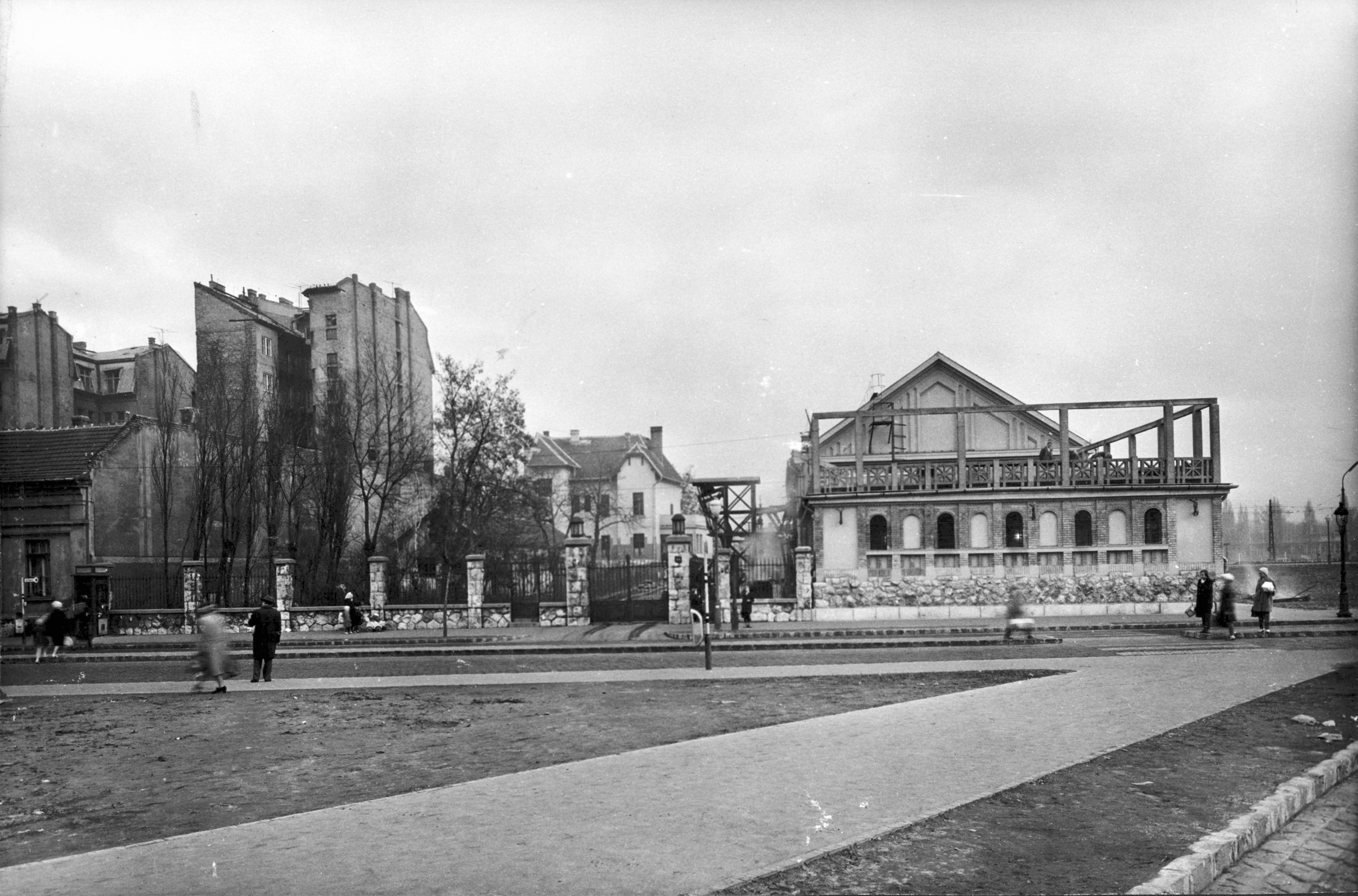
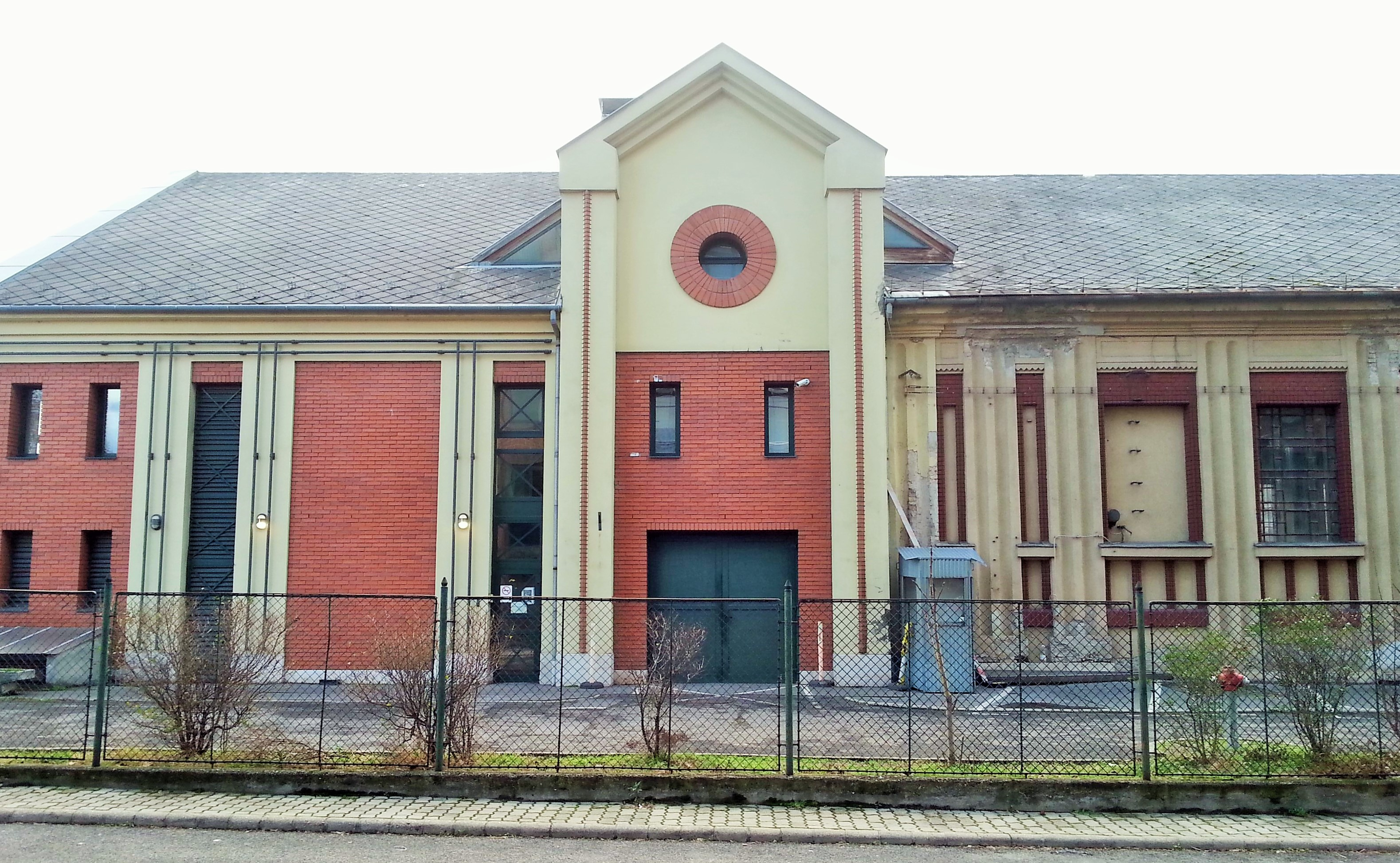
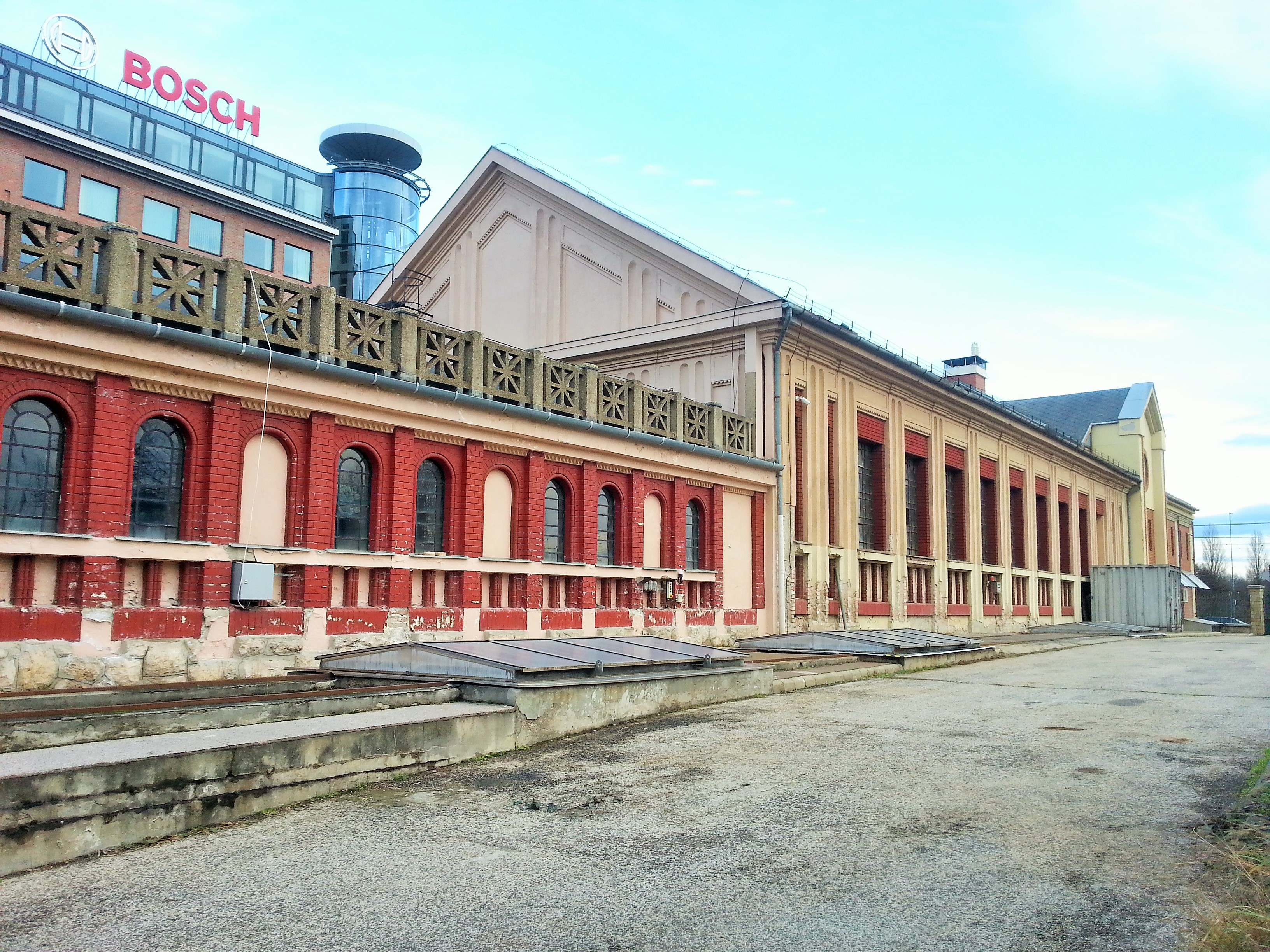
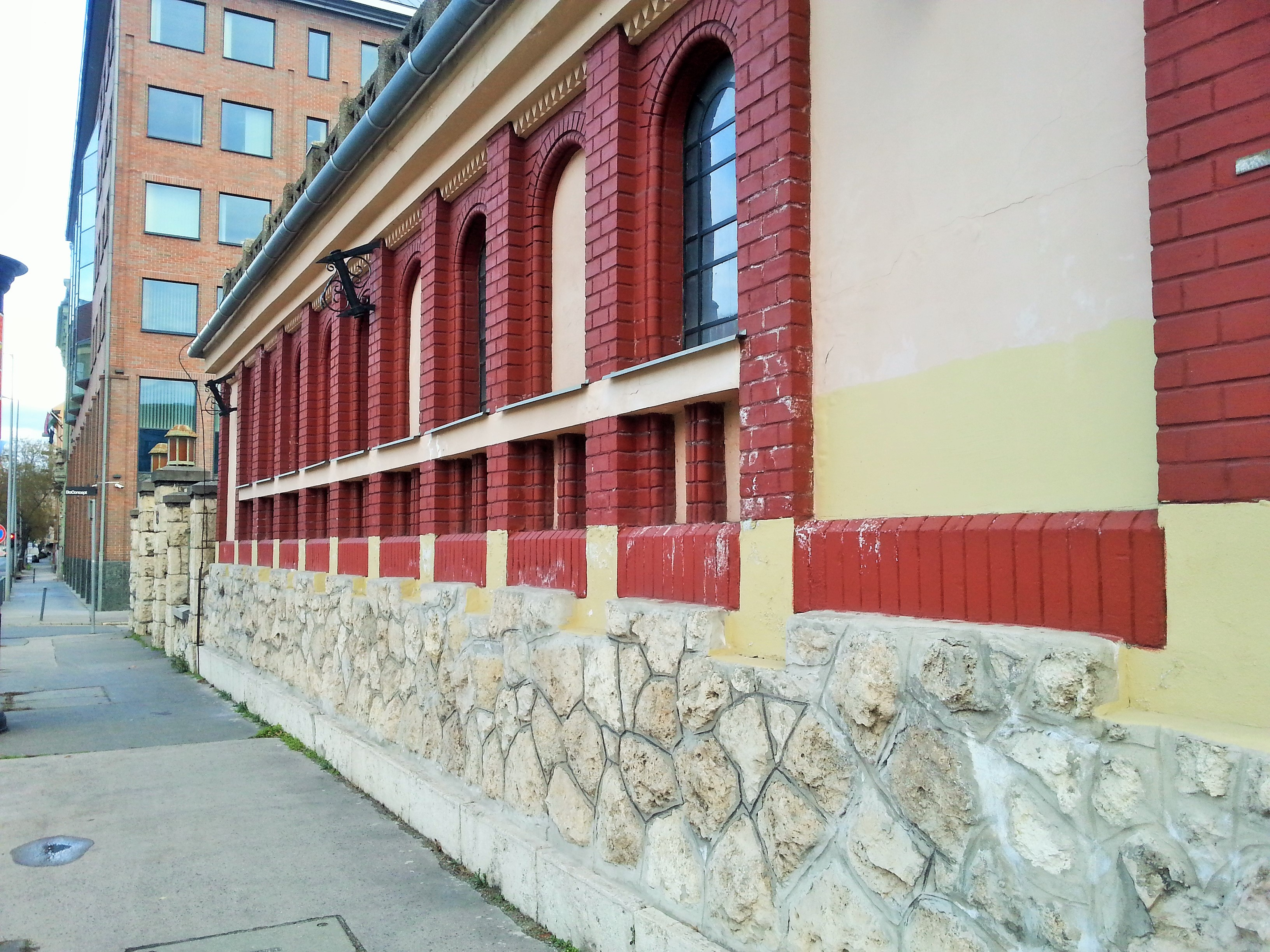
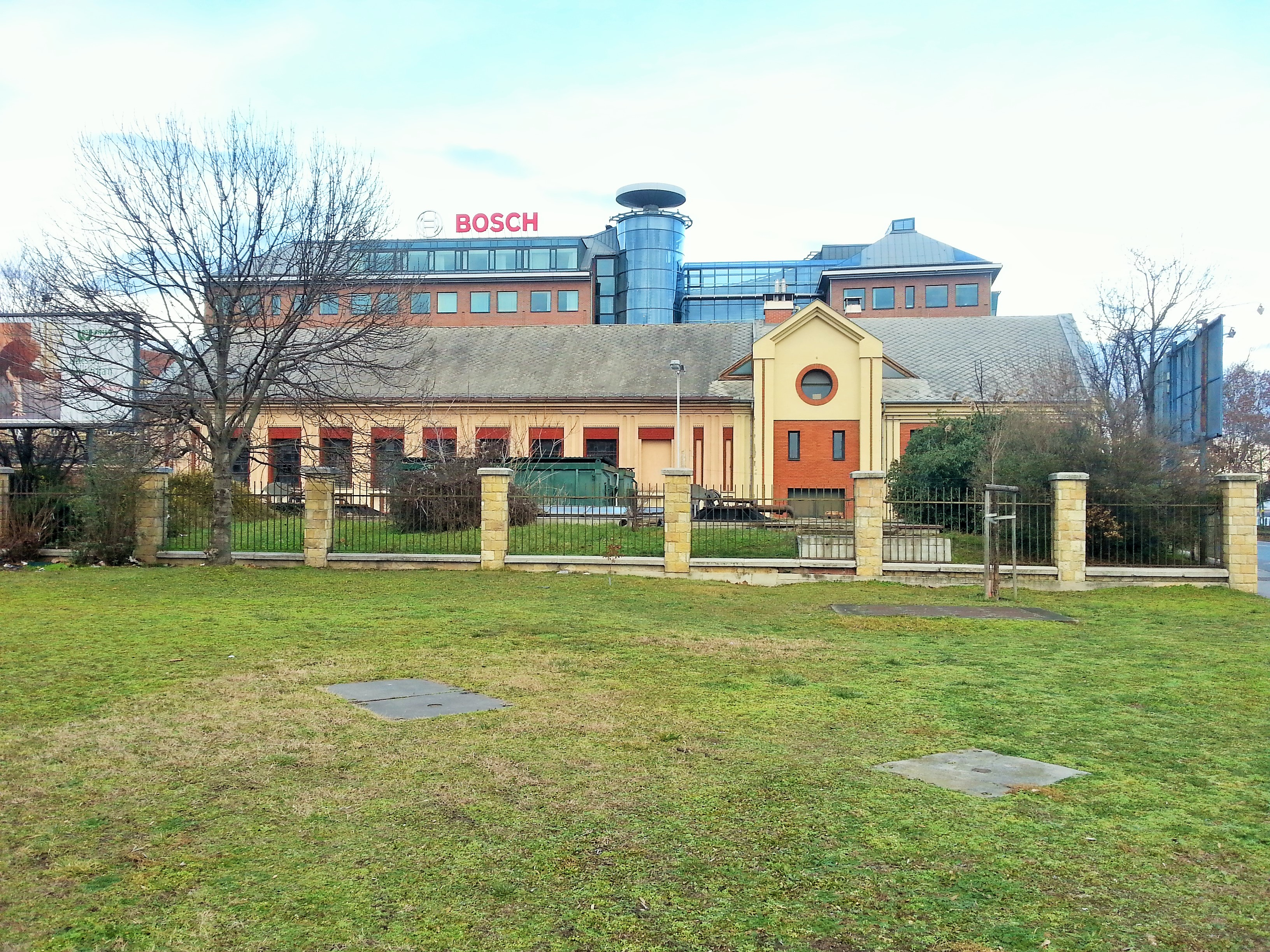
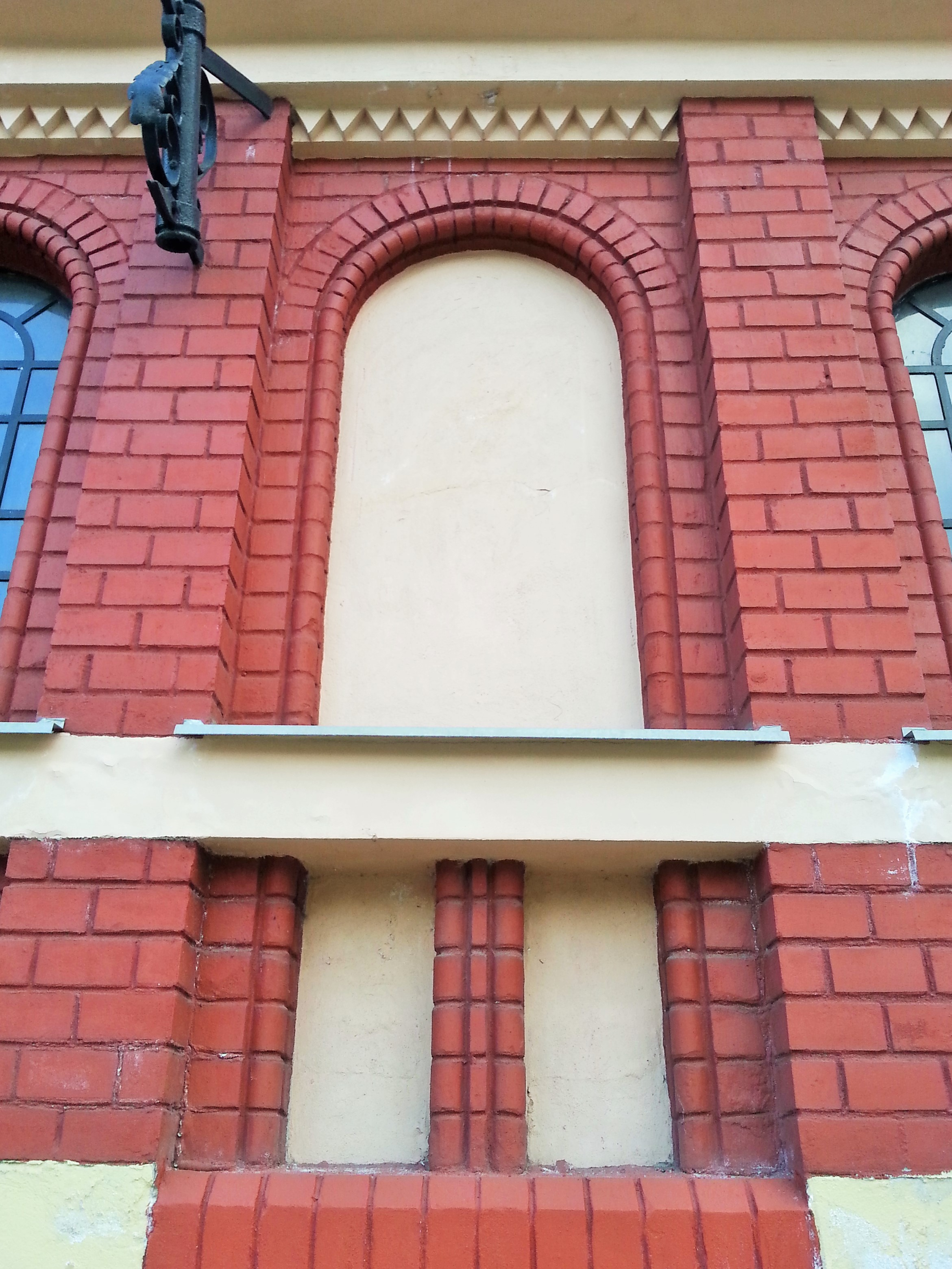
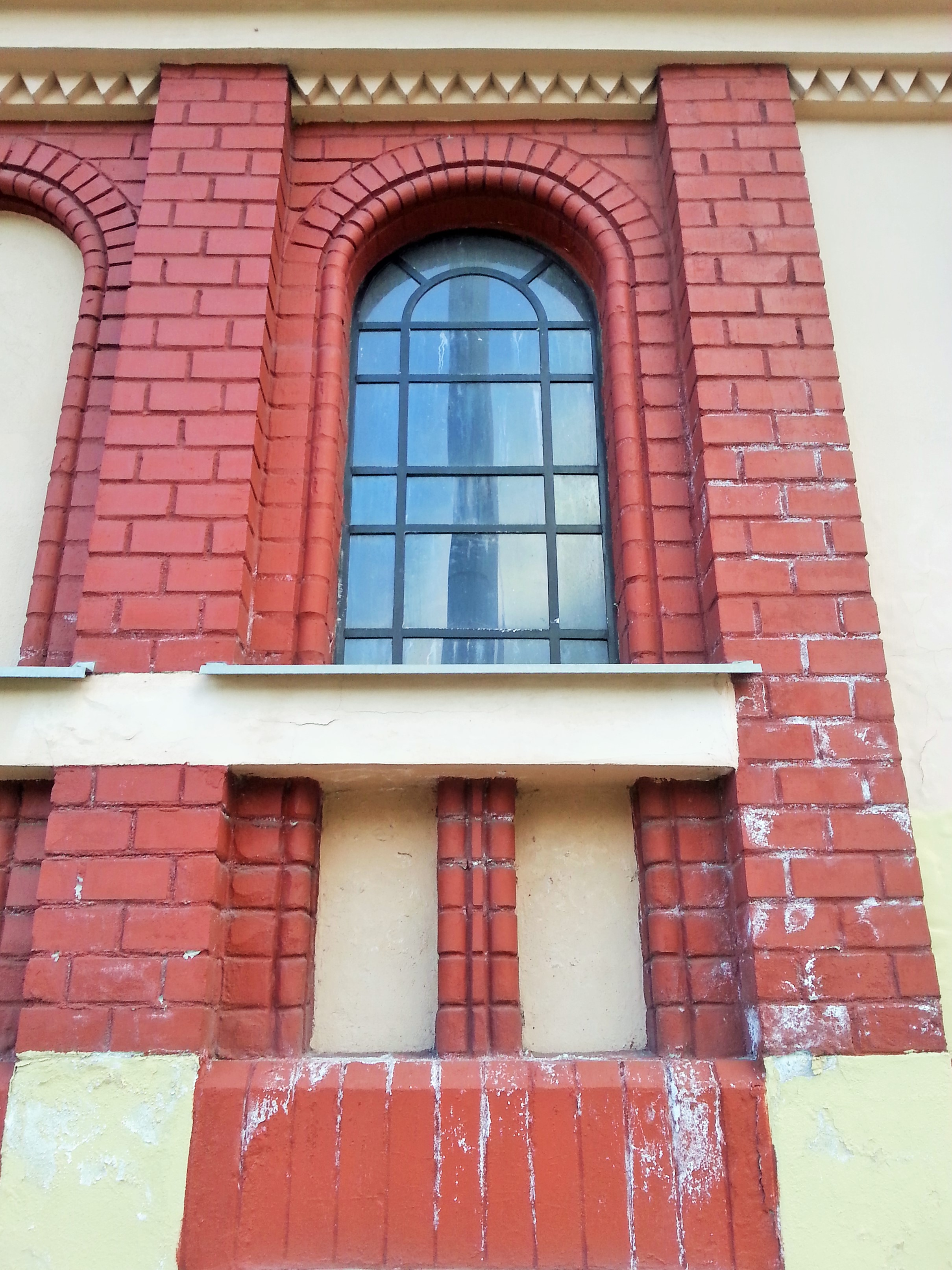
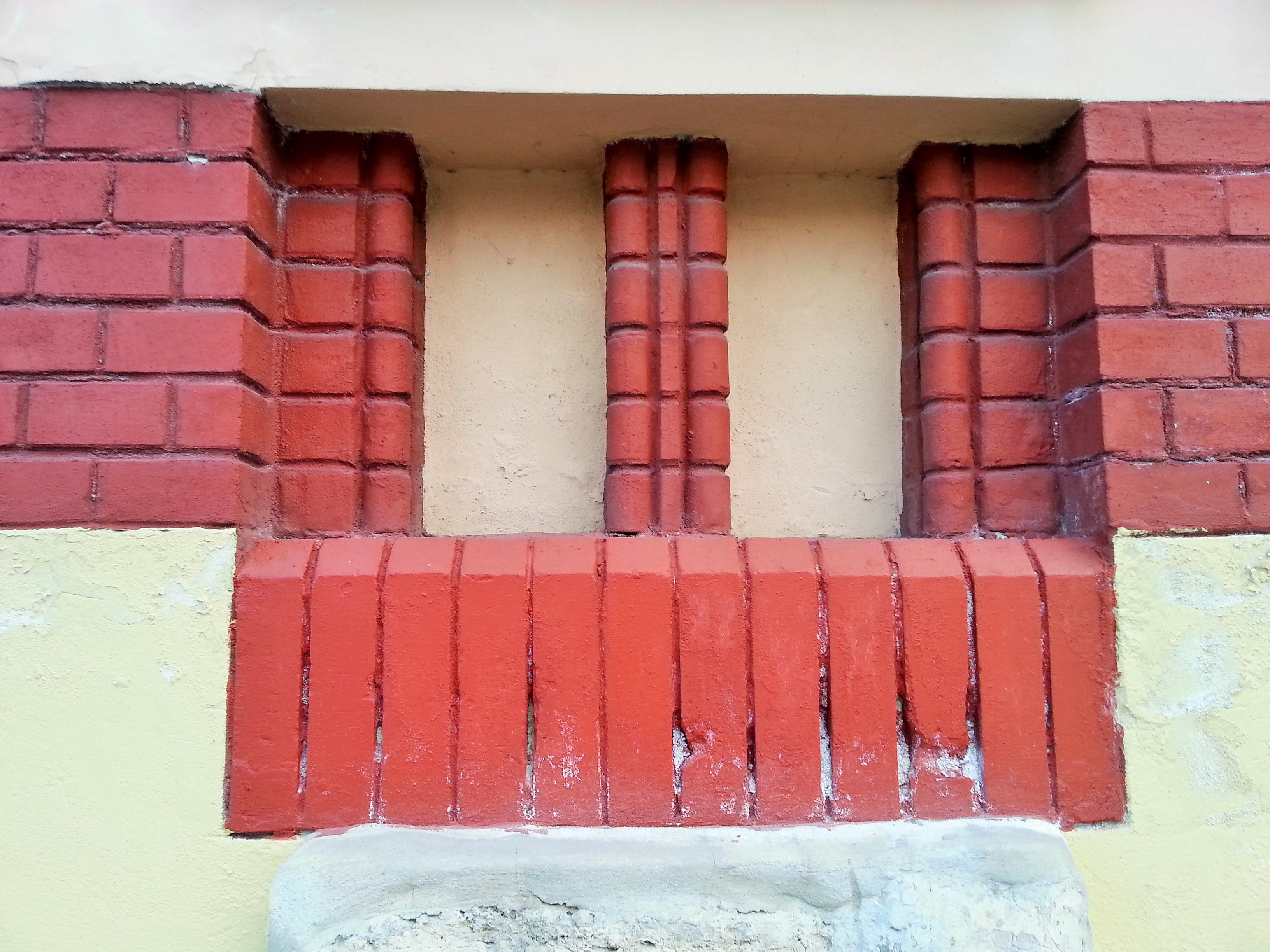
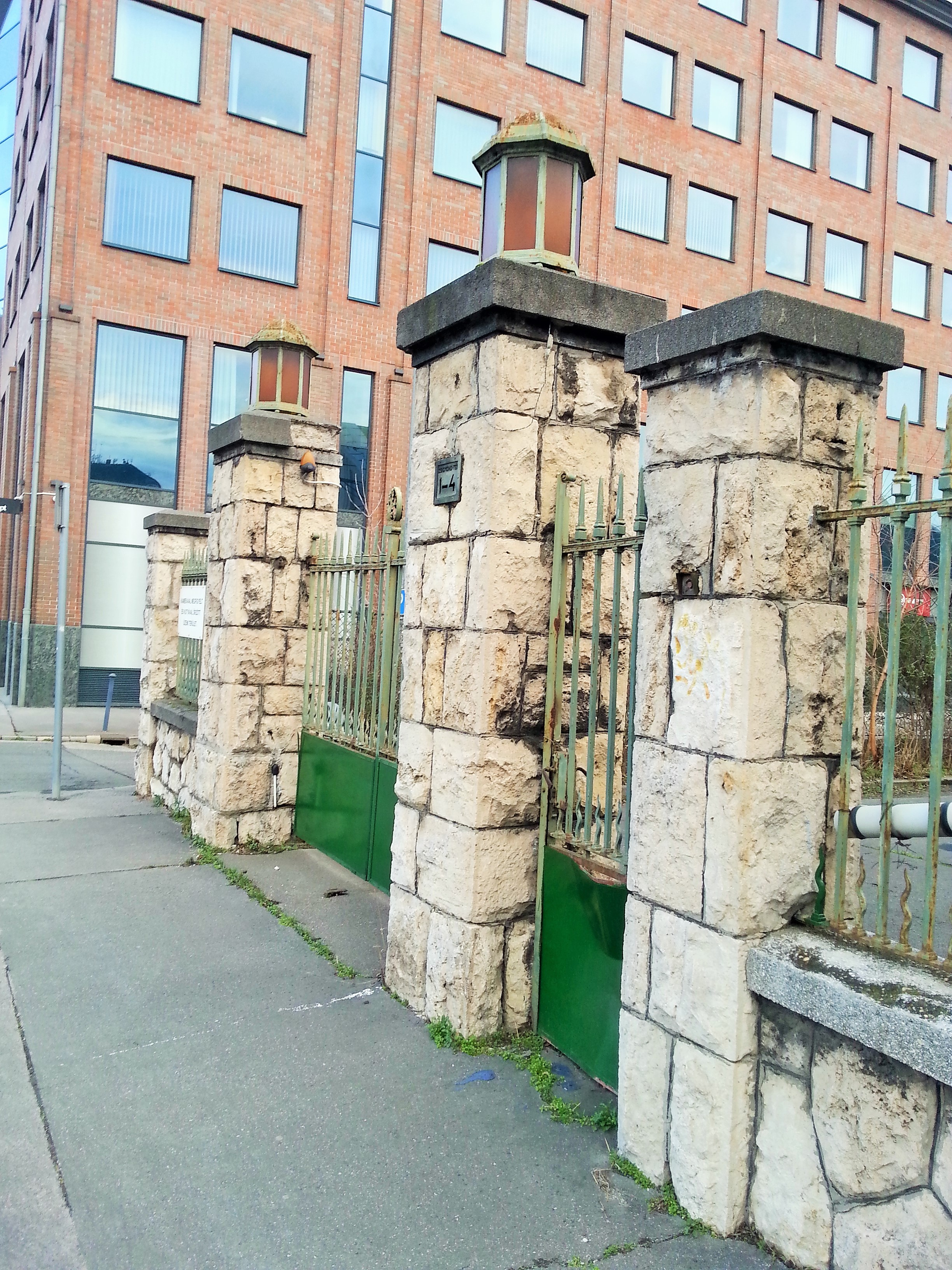
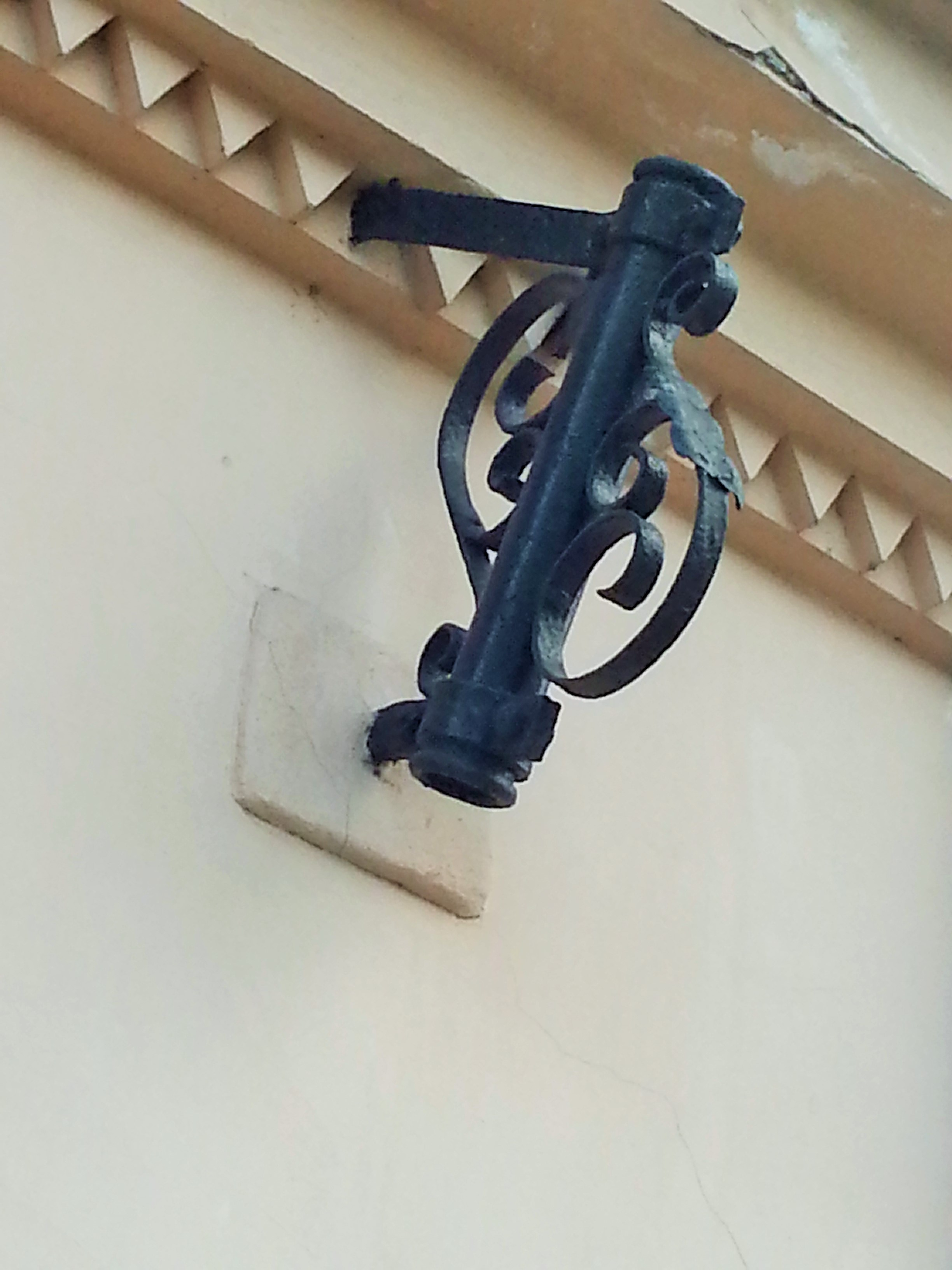
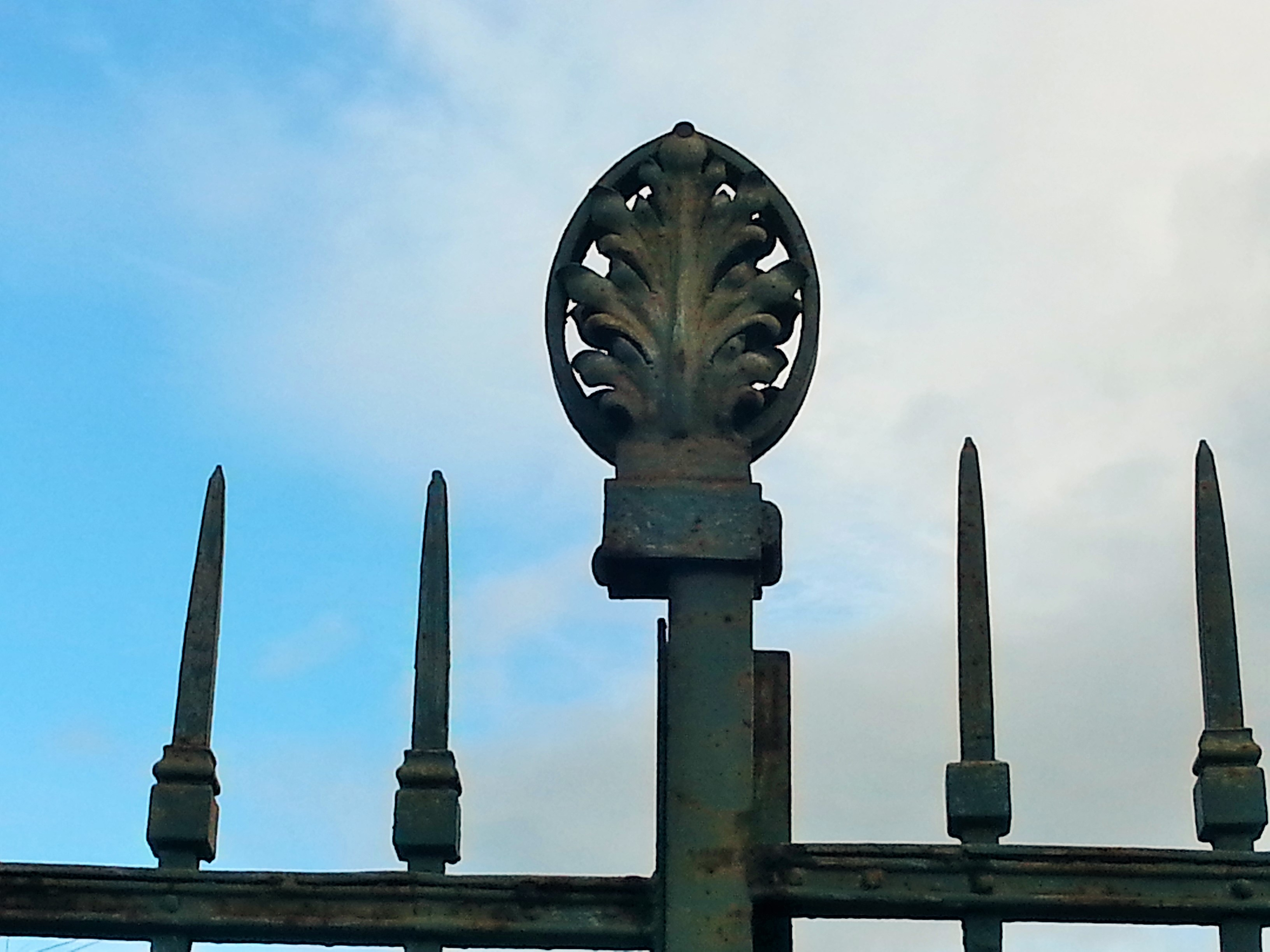

## Forrás
- Kiss Katalin: Ipari műemlékek, Budapest Főváros Önkormányzata Főpolgármesteri Hivatala, Budapest, 1993, ISBN 963-8376-16-3, 22-23. o.

## Egyéb irodalom
- Dubecz István: Budapest – Csatornázás-történeti Gyűjtemény, TKM Egyesület, Budapest, 1989, ISBN 963-555-654-3 (Tájak–Korok–Múzeumok Kiskönyvtára-sorozat)